# ریخارتیتسه
ریخارتیتسه (به چکی: Rejchartice) یک منطقهٔ مسکونی در جمهوری چک است که در ناحیه شومپرک واقع شده‌است. ریخارتیتسه ۶٫۸ کیلومتر مربع مساحت و ۱۸۶ نفر جمعیت دارد و ۴۹۳ متر بالاتر از سطح دریا واقع شده‌است.